# Великий Камінь
Великий Камінь (рос. Большой Камень) — місто, центр однойменної міського округу у Приморському краї Росії. Розташований за 20 км на схід від Владивостока. Сьоме за кількістю мешканців місто Приморського краю.
У місті розташоване єдине на Далекому Сході Росії підприємство, що спеціалізується на ремонті, переобладнанні та модернізації кораблів з ядерними енергетичними установками Далекосхідний завод «Звєзда», також будується найбільша в Росії судноверф — «Зірка-DSME».
Засноване у 1947 році, статус міста — з 1989 року.

## Топоніміка
Назва бухти і міста пішла від величезного каменю (за спогадами очевидців він був розміром з 5-ти поверховий будинок), що підносився посеред бухти, який був підірваний при будівництві заводу «Звєзда», зараз на його місці розташовано цех.

## Історія
Наприкінці 1930-х років на урядовому рівні прийнято рішення про будівництво великого заводу з ремонту бойових кораблів Тихоокеанського флоту.
У 1939—1941 рр. були проведені вишукувальні роботи експедицією Ленінградського державного проектно-кошторисного інституту в ході яких у бухті Великий Камінь було вибрано місце для будівництва заводу.
9 липня 1946 підписано наказ про створення судноремонтного заводу в бухті;будівельні роботи було розпочато у кінці липня 1947, перший цех заводу запрацював 3 грудня 1954.
Наказом Президії Верховної Ради РРФСР від 26 січня 1956 населений пункт Великий Камінь було віднесено до категорії робітничих селищ, також він став офіційно іменуватися Великим Каменем. До цього офіційної назви не мав і називався Будівництво УНР-261.
Рішенням виконкому Приморської крайової Ради від 28 жовтня  1964  районний центр Шкотовського району було перенесено з робітничого селища Шкотово до робітничого селища Великий Камінь.
22 вересня 1989 Указом Президії Верховної Ради РРФСР робітниче селище Великий Камінь було віднесено до категорії міст крайового підпорядкування — ця дата вважається Днем міста.
Указом Президента Російської Федерації від 19 липня 1996 місто Великий Камінь (включаючи територію сіл Петрівки і Суходола) перетворено у закрите адміністративно-територіальне утворення.

## Географія
Великий Камінь знаходиться на півдні Приморського краю на східному березі Уссурійської затоки, у 20 кілометрах на схід від  Владивосток  (110 кілометрів автошляхами та 105,5 кілометрів залізницею).
Бухта Великий Камінь, на березі якої розташована центральна частина міста, є хорошим місцем для стоянки суден і захищена від вітру будь-якого напрямку, глибина бухти до 12 метрів, протяжність берегової лінії — 3 кілометри.

## Часовий пояс
Великий Камінь, як і весь Приморський край, знаходиться в часовому поясі Владивостоцького часу.
Зсув відносно UTC становить +11:00. Щодо Московського часу часовий пояс має постійний зсув +7 годин і позначається в Росії як MSK +7.
Цікаво відзначити, що в більш східній Японії час на дві години відстає від приморського, і відповідає Іркутському часу.